# Municipio de Monroe (condado de Madison, Iowa)
El municipio de Monroe (en inglés, Monroe Township) es un municipio del condado de Madison, Iowa, Estados Unidos. Según el censo de 2020, tiene una población de 411 habitantes.
Es una subdivisión exclusivamente geográfica, por cuanto el estado de Iowa ya no utiliza la herramienta de los townships como gobiernos municipales.

## Geografía
Está ubicado en las coordenadas 41°12′5″N 94°4′12″O / 41.20139, -94.07000. Según la Oficina del Censo de los Estados Unidos, tiene una superficie total de 92.04 km², de la cual 91.95 km² corresponden a tierra firme y 0.09 km² son agua.

## Demografía
Según el censo de 2020, hay 411 personas residiendo en la zona. La densidad de población es de 4.47 hab./km². El 96.11 % de los habitantes son blancos, el 0.24 % es afroamericano, el 0.24 % es asiático, el 1.70 % son de una mezcla de razas y el 1.70% son de una mezcla de razas. No hay hispanos o latinos viviendo en la región.